# Рагимов, Назир Хазрат Гули оглы
Рагимов Назир Хазрат Гули оглы (азерб. Nazir Rəhimov; род. 6 августа 1951, Баку); советский спортсмен по боксу, международный судья по боксу, заслуженный деятель физической культуры и спорта Азербайджанской Республики.

## Биография
Назир Рагимов родился 6 августа 1951 года в Баку. После окончания средней школы в 1969 году с 1970 по 1972 год проходил срочную службу в Советской армии. В 1973 году поступил в Азербайджанскую государственную академию физической культуры и спорта, которую окончил в 1977 году с отличием.

## Спортивная карьера
С 14 февраля 1964 года начал заниматься акробатикой и боксом. В обоих видах спорта становился победителем и призёром республиканских и городских первенств. В 1973 году на чемпионате Центрального совета спортивного общества «Спартак» в Фрунзе одержал три победы и завоевал бронзовую медаль, выполнив норматив мастера спорта СССР.

## Тренерская и судейская деятельность
В 1981 году получил звание судьи республиканской категории по боксу, в 1985 году — всесоюзной категории, в 1999 году — судьи Европейской ассоциации любительского бокса (EABA), а в 2001 году — судьи Международной ассоциации любительского бокса (AIBA). С 1999 по 2014 год судил международные турниры, включая чемпионаты мира и Европы, Кубки мира и Европы, а также международные турниры, за что был награждён почётными грамотами и дипломами.

## Педагогическая деятельность
После окончания академии в 1977 году работал преподавателем на кафедре бокса, тяжёлой атлетики и их методики в Азербайджанской государственной академии физической культуры и спорта. С 4 января 1978 по 16 ноября 1984 года занимал должность старшего тренера-преподавателя Баку городского комитета по физической культуре и спорту. С 16 ноября 1984 по 15 июня 1989 года был директором Специализированной республиканской олимпийской школы по боксу.

## Награды и звания
- 25 октября 2007 года указом Президента Азербайджанской Республики награждён медалью «Прогресс» за заслуги в развитии олимпийского движения в Азербайджанской Республике[2].
- 18 мая 2011 года решением коллегии Министерства молодежи и спорта Азербайджанской Республики удостоен звания «Заслуженный работник физической культуры и спорта Азербайджанской Республики».
- 5 ноября 2012 года указом Президента Азербайджанской Республики удостоен почетного звания «Заслуженный деятель физической культуры и спорта Азербайджанской Республики» по случаю 20-летнего юбилея создания Национального Олимпийского Комитета Азербайджанской Республики, за заслуги в развитии физической культуры и спорта[3].
- 12 ноября 2022 года указом Президента Азербайджанской Республики удостоен «Почетного диплома Президента Азербайджанской Республики» по случаю 30-летнего юбилея создания Национального олимпийского комитета Азербайджанской Республики и за заслуги в развитии спорта[4].

## Личная жизнь
Назир Рагимов женат, имеет двоих сыновей, дочь и троих внуков.